# HD 27901
HD 27901，又名BD+18 633，SAO 93918、HR 1385，是一颗恒星，视星等为5.98，位于銀經177.12，銀緯-20.68，其B1900.0坐标为赤經4h 19m 7.3s，赤緯+18° -20.68′ 44″。